# نصرالله‌آباد شهیدبهشتی
نصرالله‌آباد شهیدبهشتی، روستایی از توابع بخش ماژین شهرستان دره‌شهر در استان ایلام ایران است.

## جمعیت
این روستا در دهستان کولکنی قرار دارد و براساس سرشماری مرکز آمار ایران در سال ۱۳۸۵، جمعیت آن ۳۹۳ نفر (۶۹خانوار) بوده‌است.